# Кашана Терме Лари
Каша̀на Тѐрме Ла̀ри (на италиански: Casciana Terme Lari) е град и община в централна Италия, провинция Пиза, регион Тоскана. Разположена е на 106 m надморска височина. Населението на общината е 12 394 души (към 2013 г.).
Общината е създадена в 1 януари 2014 г. Тя се състои от двете предшествуващи общини Кашана Терме и Лари, които сега са най-важните центрове на общината.